# Светикова, Светлана Андреевна
Светла́на Андре́евна Све́тикова (род. 24 ноября 1983, Москва) — российская актриса театра, кино и озвучивания, артистка мюзиклов, эстрадная певица.

## Биография
Родилась 24 ноября 1983 года в городе Москве.
В 4 года стала участницей музыкальной группы «Мультик».
С первого по восьмой класс училась в школе № 1269 с углублённым изучением немецкого языка, потом перешла в школу № 1113 с углублённым изучением музыки и хореографии, которую окончила экстерном. Училась в Московском педагогическом государственном университете. Сдав всего одну сессию, оставила университет ради роли Эсмеральды в мюзикле «Нотр-Дам де Пари». В 2006 году поступила в РАТИ-ГИТИС на факультет эстрадного искусства, однако была отчислена за непосещаемость, так как снималась в фильме «Нас не догонишь».
Окончила Школу Драмы Германа Сидакова.

## Карьера

### Начало карьеры
С 4 лет — выступала с детским ансамблем «Мультик» в детском мюзикле «Зоопарк» на сцене Дома культуры «Прожектор».
Исполнила роль Куклы в новогоднем представлении «Щелкунчик» на сцене Дома творчества молодёжи «Перово».
С 6 лет — занималась хореографией в спорткомплексе «Измайлово».
С 8 лет — солистка Московского детского Театра эстрады (МДТЭ) под руководством Валентина Овсянникова, и детской рок-группы «Группа Папы Карло» при театре. В составе группы записала альбом Live in Rock с кавер-версиями хитов мировых рок-групп, гастролировала по России, Крыму и Германии.
С 12 лет — выступала сольно. Её сольным проектом занимался Евгений Иванов (группа «ИВАН-ИВАН»). Победила в конкурсах «Хрустальная капелька», «Бон шансон», «Последний звонок», «Юные таланты Московии», благодаря чему побывала в Турции, Греции, Чехии, Германии, Франции.
В 15 лет — победила в вокальном конкурсе телевизионной программы «50х50».
Работала бэк-вокалисткой, в том числе у Сергея Мелимука.

## Семья
- Отец — Андрей Васильевич — служил в военно-морском флоте, по образованию — инженер, в настоящее время работает художником флорентийской мозаики.
- Мать — Марина Владимировна — до замужества пела в ансамбле, позднее — работала музыкальным работником в детском саду, в настоящее время — домохозяйка.
- Младшая сестра — Наталья.
- Фактический муж — фигурист-акробат Алексей Полищук[3]
  - Сын Милан (род. 9 октября 2013)[3][4]
  - Сын Кристиан (род. 24 сентября 2017)
  - Дочь Луна (род. 28 мая 2025)

## Дуэты с мировыми звёздами
Пела дуэтом с Демисом Руссосом на Рождественском балу
2004 г. — дважды пела дуэтом с Garou — песня «Sous le vent»
2004 г. — дуэт с группой «Ricchi e Poveri» и Алексеем Глызиным — песня «Sei la sola che amo»
2004 г. и 2006 г. — дуэт с Тото Кутуньо — песня «Soli»
2005 г. — дуэт с Аль Бано — песня «Cos’e l’amore»
2005 г. — дуэт с Риккардо Фольи — песня «Quando sei sola»
2012 г. — дуэт с Мэттом Лораном, одним из исполнителей роли Квазимодо в мюзикле «Notre-Dame de Paris» и SOFIA Symphony Orchestra — песня «The birds they put in cages» (из мюзикла «Notre-Dame de Paris») — https://www.youtube.com/watch?v=iP-qZI1RGWA

## Фильмография и роли в театре

### Роли в театре
- 1999 г. — мюзикл «Метро»: девочка из детского дома (также, исполняла одну из партий главной героини — арию «Молитва») (Государственный Академический театр «Московская оперетта»).
- 2002 г. — мюзикл «Notre Dame de Paris»: Эсмеральда (главная роль) (Государственный Академический театр «Московская оперетта»). В 2009 г. мюзикл некоторое время гастролировал, при поддержке «Musical Trade Company».
- 2004 г. — мюзикл «Romeo i Julia» (польская версия Ромео и Джульетты): пела партию Джульетты (Польша).
- 2008 г. — рок-опера «Звезда и Смерть Хоакина Мурьеты»: Тереза Звезда (главная роль) (Театр им. А. Рыбникова).
- 2009 г. — мюзикл «Кабаре»: Салли Боулз (главная роль) и фройляйн Кост («Musical Trade Company»).
- 2009 г. — мюзикл «Ромео и Джульетта» (гастрольная версия): Джульетта (главная роль) («Musical Trade Company»).
- 2009—2010 гг. — репетировала главные роли в рок-опере «Юнона и Авось» и мюзикле «Искушение лётчика Маслова».
- 2011 г. — мюзикл «Три мушкетёра»: Констанция (главная роль) и Королева («Musical Trade Company»).
- 2012 г. — мюзикл «Ледяное сердце»: Королева (главная роль) («Musical Trade Company»)
- 2012 г. — мюзикл «Граф Орлов» — запись дэмо (партия Елизаветы)
- 2016 г. — театрализованное танцевальное шоу «Танцы и Звёзды» — отрицательная роль и исполнение песен (театр «Золотое кольцо»)
- 2016 г. — The Great Gatsby Ballet — исполнение вокальных партий
- 2016 г. — мюзикл «Sing! Sing! Sing!» (единичный показ в Градский HALL)
- 2023 г. — рок-опера «КарамазоВЫ» — Грушенька (главная роль) (ввод 22.12.2023 года)

### Фильмография
- 2003 — «Трое против всех 2» — Алиса (и исполнение песен)
- 2004 — «Подари мне счастье» — Эль (и исполнение песни «Океан» и частичная озвучка Дины)
- 2007 — «Нас не догонишь» — Ольга (и саундтрек — песня «Позови меня»)
- 2007 — «Глянец» — камео (гостья на показе мод, нет в титрах)
- 2007 — «Мечты Алисы» — камео
- 2007 — 2008 — «Любовь – не шоу-бизнес» — Женя (и саундтрек — песня «Давай сбежим»)
- 2008 — «Любовь – не шоу-бизнес 2» — Женя
- 2008 — «Фотограф» — Снежана (в молодости) / Инна, дочь (4 серия) (и исполнение песен «Снежинка» и «Любит кино, чтоб его смотрели» (последняя - совместно с Даниилом Калашником)
- 2008 — «Счастливы вместе» — Марго, соперница Светы по боксу (серия «Букины - не разводитесь. Часть 1»)
- 2009 — «Операция «Праведник»» — служанка Дьявола
- 2011 — «Новогодняя SMS-ка» — Шурочка (и исполнение песен «Александра» (с Олегом Газмановым) и «Песня о снежинке» (совместно с другими артистами))

## Участие в проектах

### Ледовые проекты И. Авербуха
- 2010 г. — ледовый мюзикл «Огни большого города» — вокальные партии
- 2011 г. — ледовое шоу «Город диско» — исполнение песен из мюзикла «Огни большого города»
- 2016 г. — ледовый мюзикл «Кармен» — вокальные партии
- 2016 г. — ледовый мюзикл «Щелкунчик и Мышиный Король» — вокальные партии
- 2019 г. — ледовый мюзикл «Морозко» — вокальные партии, голос Жар Птицы, Рассказчица

### Концертные проекты
- 2006 г. — сольная концертная программа «Позови меня»
- 2009 г. — концерт солистов мюзиклов «Белые ночи любви»
- С 2010 г. — концертная программа солистов мюзиклов «Мюзикл-шоу» («Musical Trade Company»)

### Фотопроекты
- 2006 г. — фотороман «Берегись автомобиля» — Татьяна (главная роль) (опубликован в журнале «Yes! — Звёзды» № 20 ноябрь 2006)
- Фотопроект фотохудожницы Екатерины Рождественской «Частная коллекция» — образ Паулины де Меттерних с картины Дега
- 2007 г. — фотороман «За кулисами звёздной жизни. Часть 2» — камео (опубликован в журнале «Yes! — Звёзды» № 25 апрель 2007)
- 2008 г. — фотопроект журнала «Атмосфера» «Звёзды родом из детства» — образ Мальвины (опубликован в журнале «Атмосфера», ноябрь 2008)
- 2008 г. — фотопроект фотохудожницы Екатерины Рождественской «Pin-up»
- 2009 г. — фотопроект фотостудии «V.O.V Studio» «Звёзды в PIN-UPе»
- 2010 г. — фотопроект фотохудожницы Екатерины Рождественской «Ассоциации»
- 2010 г. — фотовыстывка «Он…» в Киеве — образ Марии Магдалины с фрески Леонардо да Винчи «Тайная вечеря»
- 2010 г. — фотосессия «В стиле княжны Таракановой» в рамках международного женского фестиваля «Femme Fest»: образ княжны Таракановой
- 2011 г. — благотворительный фотопроект «Dream Time» — образ для фотографии «Марс»
- 2011 г. — специальный фотопроект журнала «ТВ Парк», приуроченный ко Дню Победы, «Великие фильмы о войне» — образ Шуры из фильма «Баллада о солдате» (опубликован в журнале «ТВ Парк» № 19)

### ТВ-проекты
- 2002 г. — телеигра «Сто к одному» (приглашённая звезда, в составе команды «Двор Чудес»)
- 2002 г. — реалити-шоу «Фабрика звёзд — 1» (приглашённая звезда, в составе мюзикла «Notre Dame de Paris»)
- 2003 г. — телеигра «Форт Боярд» в составе команды мюзикла «Notre Dame de Paris» (победили)
- 2003 г. — реалити-шоу «Фабрика звёзд — 3» (4 место)
- 2004—2005 г. — теле-хит-парад «Золотой граммофон» (соведущая Андрея Малахова)
- 2004 г. — реалити-шоу «Последний герой. Суперигра: Фабрика против Героев» (3 место, финалистка)
- 2005 г. — реалити-шоу «Сердце Африки» (приглашённая звезда)
- 2006 г. — спортивно-развлекательное шоу «Большие гонки. Сезон — 2» (в составе команды «9 рота» — 2 место, и команды «Горячие перцы» — 3 место)
- 2007 г. — реалити-шоу «Ребёнок-робот — 2»
- 2008 г. — телешоу «Танцы со звёздами. Сезон — 2008» в паре с Александром Бауровым (выбыли восьмыми)
- 2010 г. — телешоу «Лёд и пламень» сначала в паре с Сергеем Новицким (выбыли после первого этапа), потом — с Алексеем Тихоновым
- 2015 г. — телешоу «Один в один!» (3 сезон)
- 2015 г. — телеигра «Сто к одному»
- 2016 г. — телешоу «Один в один. Битва сезонов»
- 2022 г. — телешоу «Аватар» (1 сезон, с 5-го выпуска). Судьи так и не смогли угадать, кто скрывался за аватаром Мальвины.

### Рекламные проекты
- 2004 г. — вместе с другими «фабрикантами» снялась в рекламе кастинга на «Фабрику звёзд — 4».
- 2005—2007 гг. — была «лицом» косметической компании «Dikson».
- 2010 г. — «лицо» бренда beautycycle компании «Amway» в России.

### Другие проекты
- 2000 г. — победитель Первого официального Чемпионата по игре «Крокодил» в составе команды «Ганнибалы»
- 2001 г. — в составе мюзикла «Метро» участвовала в концерте Аллы Пугачевой "Рождественские встречи в гостях у «Метро»
- 2001, 2003 и 2004 гг. — принимала участие в записи песен рэпера Fist`a «Никогда», «Никогда — 2», «Ангел», «На Голгофу»
- 2001 г. — была членом жюри КВН
- 2002 г. — выступала в КВН в составе команд «РосНОУ» и «Сборная Москвы „МАМИ“»
- 2003 г. — вместе с другими солистами мюзикла «Notre Dame de Paris» выступала на вручении премии «Лица года — 2003»
- 2003 г. — вместе с другими солистами мюзикла «Notre Dame de Paris» выступала на юбилейном вечере режиссёра Эльдара Рязанова
- 2003 г. — в составе «Фабрики звёзд — 3» выступала на юбилее «Авторского Телевидения» (АТВ)
- 2003 г. — в составе «Фабрики звёзд — 3» выступала на вручении премии «Лица года — 2003»
- 2003 г. — в составе «Фабрики звёзд — 3» выступала на церемонии вручения премии «ТЭФИ»
- 2003 г. — принимала участие в записи диска «Звёзды „Notre Dame“: песни для взрослых» — исполнила песни: «Чао, Бамбино!», «Слова» (дуэт с Гошей Куценко), «Если б не было тебя» (дуэт с Владимиром Дыбским), «История любви» (дуэт с Сергеем Ли), «Где же ты?» (дуэт с Антоном Деровым и Екатериной Масловской), «Любовь» (дуэт с солистами «Notre Dame»), «Новогодняя песня» (дуэт с солистами «Notre Dame»)
- 2004 г. — участвовала в Параде невест 2-го Венского бала в Москве
- 2004 г. — дала джазовый концерт в Англии совместно с Теоной Контридзе
- 2005 г. — выступила в Каннах (Франция)
- 2005 г. — вела рубрику «Между нами девочками» (всего вышло 2 выпуска), опубликованную в журнале «Yes! — Звёзды» № 3 июнь 2005 и № 4 июль 2005
- 2006 г. — выступала на фестивале «Музыкальное сердце театра»
- 2006 г. — выступала на концерте «Всё могут короли», посвящённом 75-летию поэта Леонида Дербенёва, с песней «Гадалка» из фильма «Ах, водевиль, водевиль…»
- 2006 г. — выступала на концерте «35 лет „Джентльменам удачи“» с песней «Проснись и пой» из этого фильма
- 2007 г. — пела в хоре Андреевского монастыря
- 2007 г. — выступала на чемпионате России по баскетболу
- 2007 г. — вела мастер-классы «Первое впечатление» и «Постановка танца» в конкурсе компании «Always» «Будь собой, будь звездой! Always» в Турции
- 2008 г. — была моделью на «make-up салоне» 30-го Московского международного кинофестиваля (ММКФ)
- 2008 г. — вместе с Александром Бауровым выступала на чемпионате по танцам «World Class Open Championship Pro-Am 2008»
- 2008 г. — выступала на благотворительном концерте в храме Христа Спасителя
- 2008 г. — давала мастер-классы детям в Московском детском Театре эстрады (МДТЭ) под руководством Валентина Овсянникова
- 2010 г. — в составе мюзикла «Ромео и Джульетта» выступала на Кипре

## Озвучивание
- 2006 г. — мультфильм «Русалочка» (озвучка) — Ариэль (главная роль) (голос и вокал) и Ванесса (голос и вокал)
- 2008 г. — мультфильм «Русалочка: Начало истории Ариэль» (озвучка) — Ариэль (главная роль) (голос и вокал)
- 2009 г. — ледовая сказка «Щелкунчик» — Маша (главная роль) (озвучка)
- 2012 г. — новогоднее шоу на воде Марии Киселевой «Зазеркалье» — голос и вокал Ани и Яны
- 2013 г. — новогоднее шоу на воде Марии Киселевой «Страна снов» — голос и вокал Мамы и Хранительницы Снов
- 2018 г. — мультфильм «Ральф против Интернета» — принцесса Ариэль (голос и вокал)
- 2024 г. — музыкальный спектакль Руслана Ивакина (GURUDE) «Тайна Белого Июса» — голос и вокал Реки Июсы

## Саундтреки
- 2002 г. — сериал «Каменская — 2» (фильм 1 «Украденный сон», 1 и 2 серии) — саундтрек — песня «Мой Нотр-Дам» (из мюзикла «Notre Dame de Paris») (дуэт с Вячеславом Петкуном)
- 2008 г. — сериал «Гаишники» — саундтрек — песня «Гаишники» (дуэт с группой «Отпетые мошенники»)
- 2009 г. — мультфильм «День рождения Алисы» — саундтрек — песни: «День рождения» и «Свет любви»
- 2009 г. — опера-фантазия «Мастер и Маргарита» — запись промо-версии арии «Дуэт Мастера и Маргариты» — партия Маргариты, партия Мастера — Дмитрий Харатьян. Также принимала участие в записи хоров для промо-версии спектакля
- 2010 г. — записала гимн для Красноярского «Студенческого IQ-бала» — песню «Весенний бал» (дуэт с Борисом Голиком)
- 2010 г. — фильм «Взрослая дочь, или Тест на…» — саундтрек — песня «Дуэт» (дуэт с Александром Маршалом)
- 2011 г. — реклама компании мобильной связи «МТС» «Безлимитный Интернет с телефона — „БИТ“» — песня «Песенка Красной Шапочки».
- 2013 г. — реклама сока «Pulpy» - исполнение песни (несколько версий, на русском и английском)
- 2015 г. — запись аудиоверсии музыкального спектакля Валентина Овсянникова «Синяя птица» — участие в записи Пролога
- 2019 г. — запись аудиоверсии музыкального спектакля Валентина Овсянникова «Волшебник Изумрудного города» — участие в записи Пролога и Финала

2019 г. — запись цикла «Песни-малыши» композитора Валентина Овсянникова на стихи для детей известных поэтов:  А. Барто — «Зайка», «Мишка», «Бычок», «Капитан», «Бездомная лягушка»; С. Маршака — «В гостях у королевы» и «Три мудреца»; Б. Заходера — «Кискино горе» и И. Токмаковой — «Тихо-тихо»

### Эстрадная карьера
- 2004 г. — гастролировала в составе «Фабрики звёзд — 3» (при поддержке «Real Records»)
- 2005—2007 гг. — сотрудничала с ПЦ «Братья Гримм». Осенью 2005 г. состоялась презентация дебютного сингла «Не вдвоём» — сингл раздавался всем желающим на специальной автограф-сессии, прошедшей в Москве, но в музыкальных магазинах не продавался. Один из ремиксов песни был записан совместно с DJ Olenev. В теле-хит-параде «Золотой граммофон» песня заняла 4 место по всей России и 2 место — в центральных городах.
- В 2006 г. совместно с show latino «Salsa Boys!» была записана песня «Ламбада». Песня была записана на русском и на испанском языках. Один из ремиксов песни был записан совместно с DJ NiKK, ещё один — совместно с DJ Onegin. Испаноязычная версия песни звучала на радио-станциях Латинской Америки. 2 сентября 2006 г. в Москве в РЦ «Молодая гвардия» прошла презентация концертной программы «Позови меня».
- Осенью 2007 г. должен был выйти дебютный альбом «Позови меня». Он был записан, но записанный материал артистка сочла неподходящим для себя, поэтому альбом не был выпущен и контракт был расторгнут.
- В 2008 г. — сотрудничала с Сергеем Бакинским (группа «СТДК»). В сотрудничестве с ним делала концертную программу и записывала альбом в стиле «клубное латино». Одним из результатов работы стала песня «Вот так мы отдыхали в 2008» (дуэт с Сергеем Бакинским). Но материал также не подошёл артистке, и она расторгла и этот контракт.
- 2010—2011 г. — гастролировала в составе шоу «Лёд и Пламень» (в том числе и в Риге)
- В 2012 г. сотрудничала с Андреем Кутиновым, под руководством которого был выпущен клип «Ночь» и еще несколько синглов, после чего сотрудничество было прекращено.
- В 2016 г. совместно с музыкантом Евгением Моляновым создала проект «IVAH». После выпуска трех синглов проект был закрыт, и артистка вернулась к сольной карьере уже под своим именем - https://www.youtube.com/channel/UCzn0r8nU9ILGLDb8yaMVY5g/videos
- Также выступает с сольными концертами.

## Видеография
- 2002 г. — Вячеслав Петкун, Александр Голубев, Антон Макарский — «Belle» (в роли Эсмеральды)
- 2006 г. — «Разве ты не знаешь?» (сольный клип)
- 2007 г. — «Позови меня» (сольный клип)
- 2008 г. — «Гаишники» (совместно с группой «Отпетые мошенники»)
- 2012г. — «Ночь» (сольный клип)
- 2013 г. — участие в клипе группы Milimuk «НЕТ СИГАРЕТ»
- 2017 г. — «Буду» (сольный клип, не для показа по тв)
- 2020 г. — «Наш Новый год» (совместно с Рагдой Ханиевой, Ярославой Дегтяревой, Кириллом Скрипником, Полиной Богусевич, НОРИСОМ, Артуром Райнисом и Евой Шевченко) - https://www.youtube.com/watch?v=SZagsqsZWQg

2024 г. — Александр Киреев, Маша Вебер, Леся Ярославская, Ирина Ортман – «Саша + Маша 2.0» - на архивных кадрах

#### Клипы проекта «IVAH»
2016 г. — «По любви»
2016 г. — «Звезды»
2017 г. — «Плутала»

#### Клипы SVETIKOVA
2022 г. — «Новая я»
2024 г. — «Кто я»

#### Дискография SVETIKOVA
Июнь 2024 г. — «Svetikova» (EP)
- «Intro»
- «Меня здесь нет»
- «Зависима»
- «Бей»
- «Кто я»

Сентябрь 2024 г. — «Дыхание» (EP)
- «Дыхание»
- «Праведник»
- «Новая я»
- «Солнце»
- «Сложные люди»

## Награды
- 2001 г. — лауреат премии «Дебют» в номинации «Лучшая роль в музыкальном спектакле» за роль девочки из детского дома в мюзикле «Метро»
- 2002 г. — один из поклонников на 19-летие подарил Светлане сертификат, подтверждающий, что одна из звёзд 19-й величины в созвездии Стрельца носит имя «Светлана Светикова»
- 2003 г. — педагогами «Фабрики звёзд — 3» награждена медалью в номинации «За творческий рост»
- 2004 г. — лауреат премии журнала «Yes! — Фабрика звёзд» (ныне — «Yes! — Звёзды») в номинации "Самая сексуальная «фабрикантка»
- 2004 г. — от одного из спонсоров игры «Последний герой. Суперигра: Фабрика против Героев» получила в подарок золотой кулон в форме кофейного зёрнышка на золотой цепочке
- 2005 г. — лауреат премии «Обложка года — 2005» — спецприз «Поющая обложка» за обложку журнала «Цветы»
- 2006 г. — лауреат премии «Золотой каблучок» в номинации «За создание образа „Цыганское счастье“ на сцене и на экране»
- 2006 г. — её озвучка Ариэль (мультфильм «Русалочка») признана «The Walt Disney Company» одной из лучших в мире
- 2007 г. — лауреат премии «Золотой диск» в номинации «Лучший закадровый голос (женский)» за озвучку Ариэль (мультфильм «Русалочка»)
- 2008 г. — лауреат премии «Голос Отечества»
- 2009 г. — лауреат премии косметической компании «L’Oreal Paris» «Angel Kiss Awards» в номинации «Ангельский голос»
- 2012 г. — лауреат премии группы компаний «ADMOS» «Звезда – лучший подарок»
- 2012 г. — лауреат премии журнала «XXL» «Very Special»
- 2014 г. — заслуженный артист Московского детского Театра Эстрады (МДТЭ) - с 45:20 мин. - https://www.youtube.com/watch?v=pkACxJNjG2I
- 2015 г. — лауреат премии «Summer’s Sounds 2015» в номинации «За чувственное лето»